# TAP Express
A TAP Express (Transportes Aéreos Portugueses) é uma companhia aérea regional portuguesa criada em 2016, pertencente à Portugália Airlines, e que opera voos de curto e médio curso. 
A White Airways, uma companhia aérea propriedade da Omni Aviação, opera voos regulares para a TAP Express utilizando 9 turboélice regionais ATR 72.
A sua sede localiza-se no Aeroporto Humberto Delgado, em Lisboa.

## História
A 14 de janeiro de 2016, a TAP Air Portugal anunciou que a Portugália Airlines, a sua subsidiária regional, seria rebatizada como TAP Express a 27 de Março de 2016, como parte das medidas de reestruturação do grupo. 
No mesmo dia, a TAP Portugal também anunciou que toda a frota da Portugália, composta por aviões Fokker 100 e Embraer ERJ-145, seria substituída em julho de 2016 por novas aeronaves Embraer 190 e ATR 72-600 (este último operado pela White Airways), que irão receber uma livery semelhante à da TAP Portugal.

## Frota

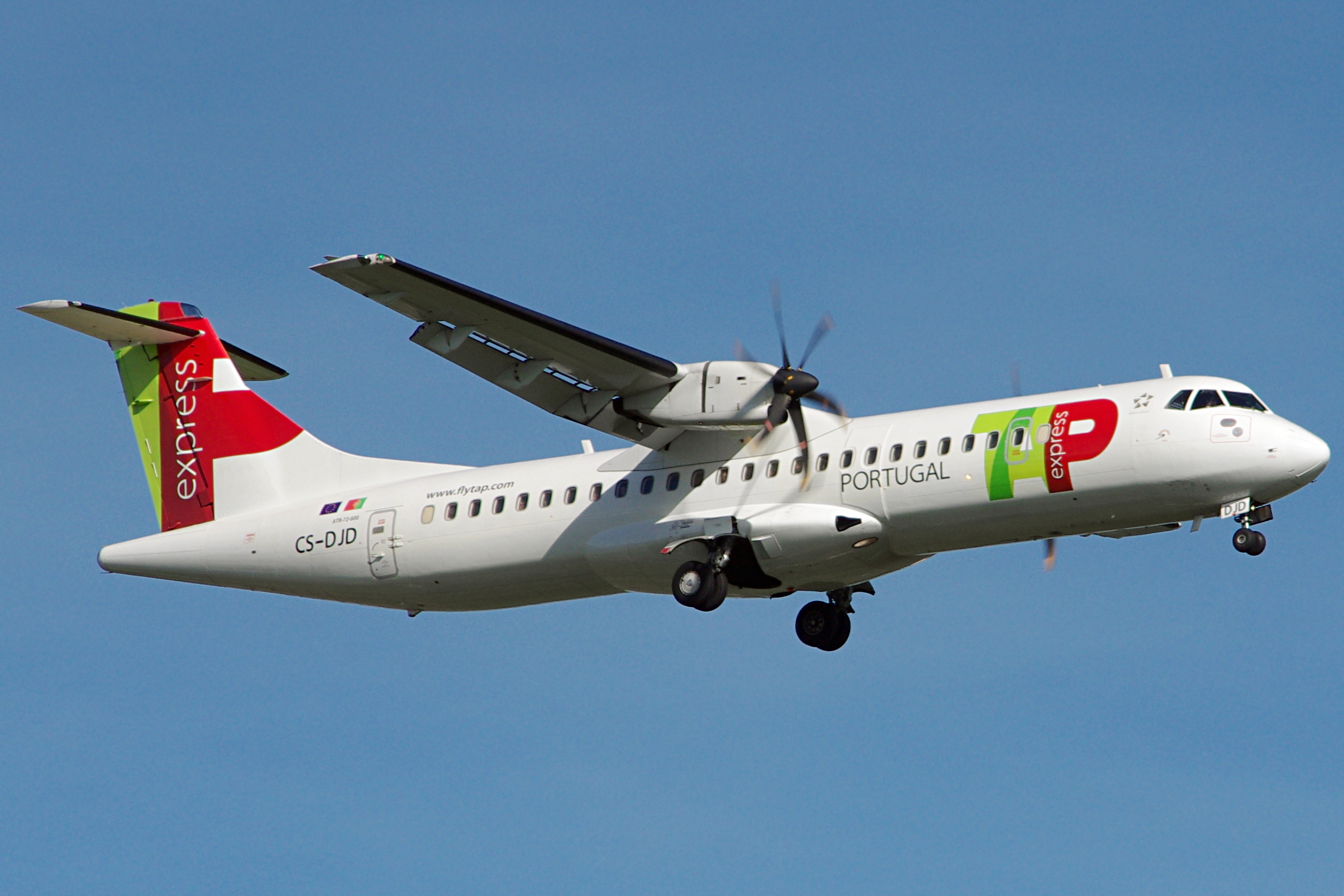
ATR 72-600 da TAP Express.

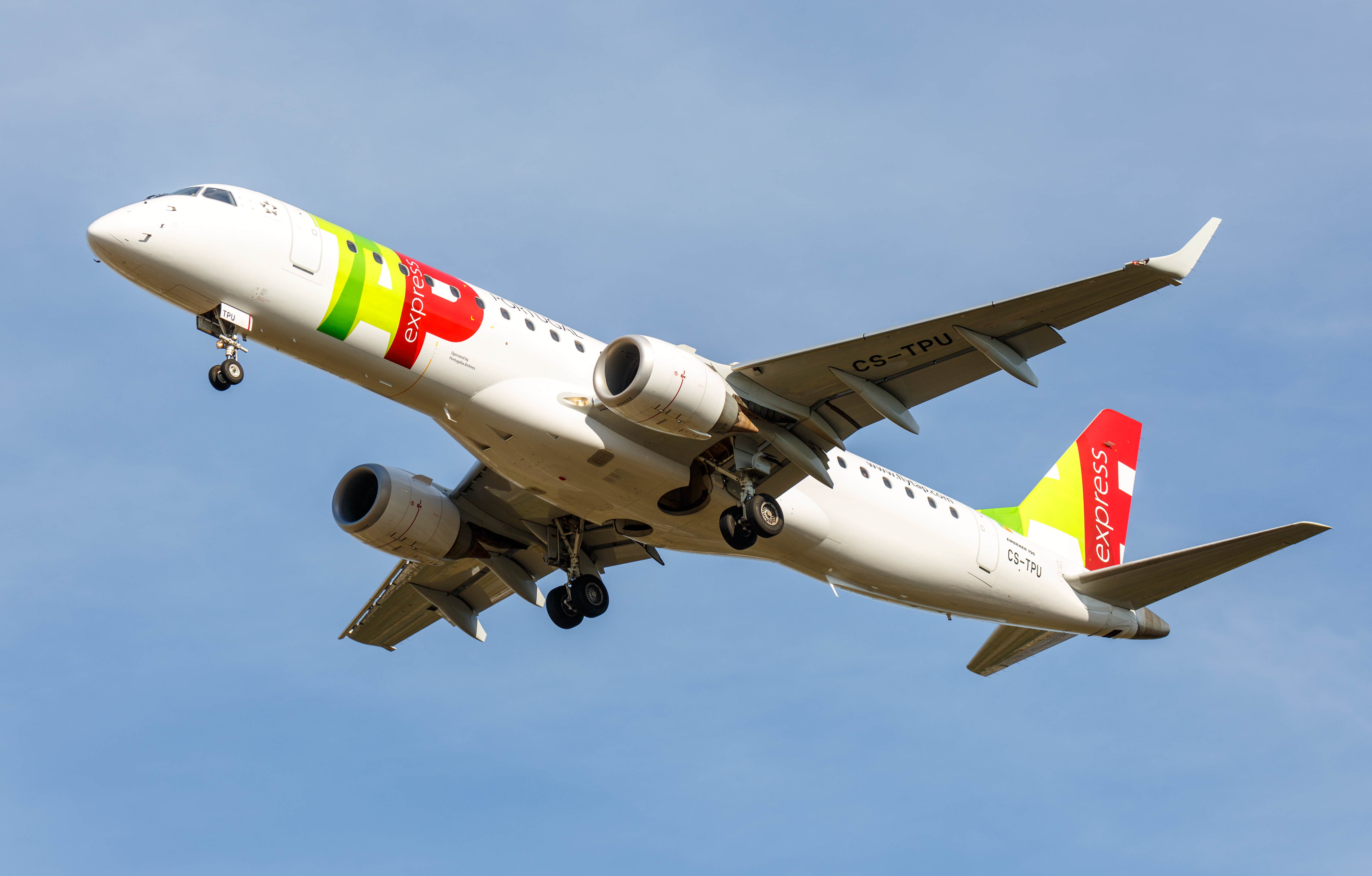
Embraer 190 da TAP Express.

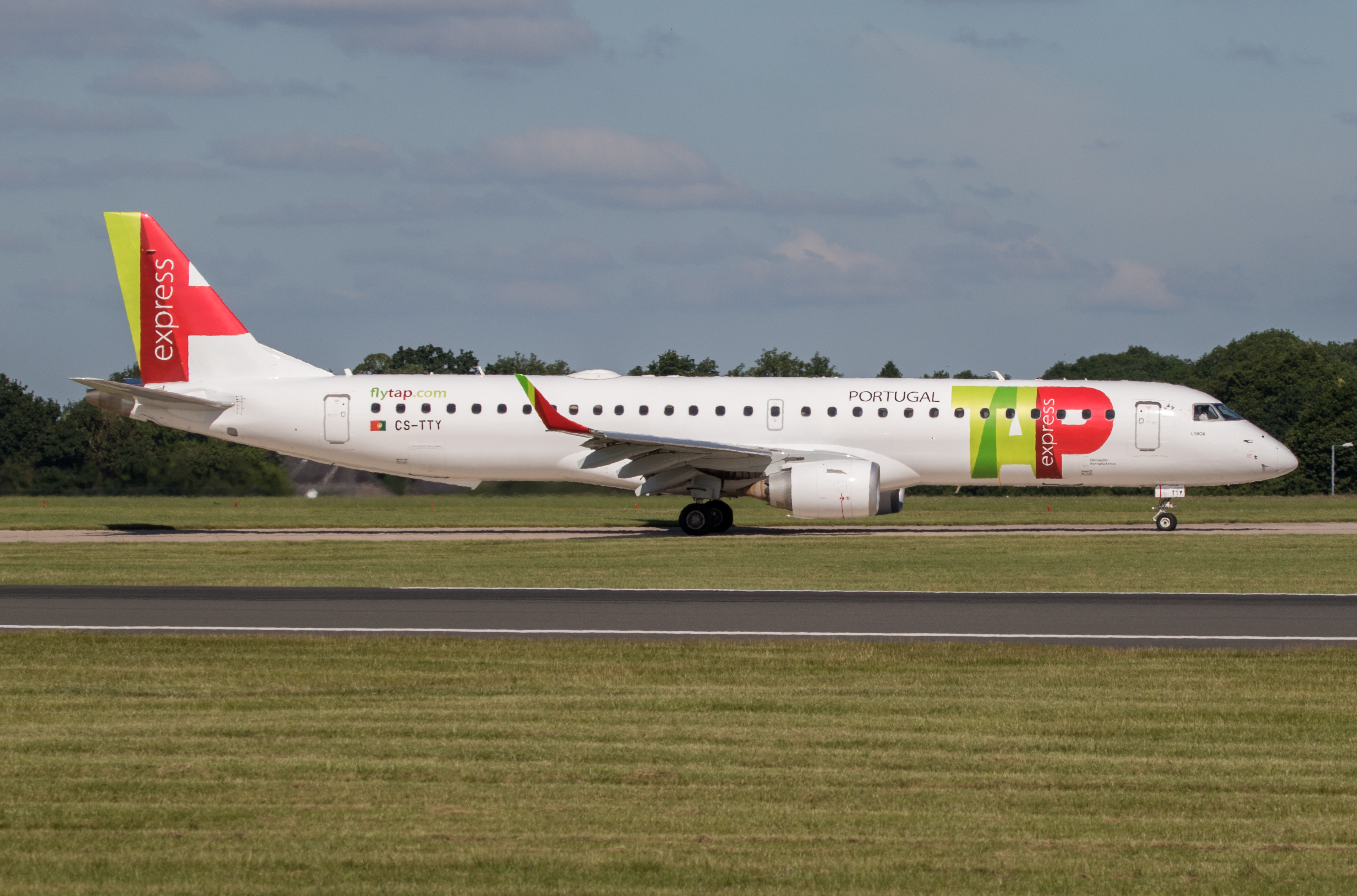
Embraer 195 da TAP Express.

Em Maio de 2023, a frota da TAP Express é formada por:
| Avião         | Em serviço | Ordens | Passageiros | Passageiros | Passageiros | Notas                           |
| Avião         | Em serviço | Ordens | C           | Y           | Total       | Notas                           |
| ------------- | ---------- | ------ | ----------- | ----------- | ----------- | ------------------------------- |
| Embraer 190LR | 12         | —      | —           | 106         | 106         | Operado por Portugália Airlines |
| Embraer 195   | 7          | —      | —           | 118         | 118         | Operado por Portugália Airlines |
| Total         | 19         | —      |             |             |             |                                 |